# Opel Frontera

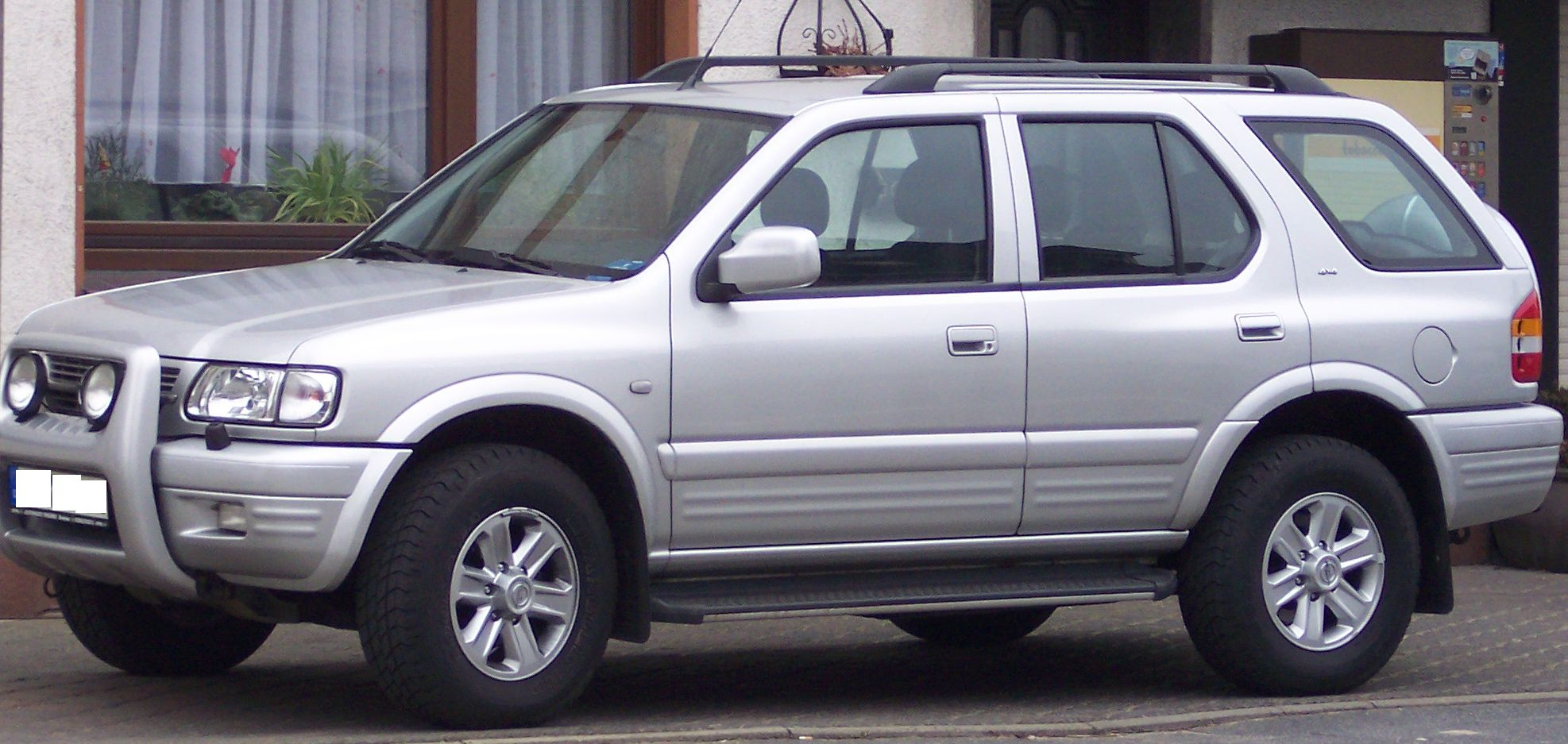
Opel Frontera, generation II.

Opel Frontera är en fyrhjulsdriven SUV-modell, introducerad av General Motors under diverse namn (se nedan) 1990. Den baserades på Isuzu Campo, som kom under 1988. I Sverige såldes den dock bara med Opelmärke. Frontera erbjöds med fem dörrar och i en kortare tredörrarsversion, kallad Sport. De europeiska bilarna byggdes fram till 2004 i Luton i England och fick en lättare uppdatering 1998. Sedan 2005 säljs kopior av den första generationens Frontera i vissa europeiska länder under namnen Landwind X6 och Landwind X9; tillverkade i Kina av Jiangling Motors. Landwind X6 fick ett katastrofalt dåligt resultat i ett krocktest genomfört av ADAC i Tyskland hösten 2005 och därefter drogs modellen tillbaka en tid.
Opel Antara är Fronteras efterföljare, men har tekniskt sett inga rötter i Fronteran.

## Besläktade bilmodeller
- Vauxhall Frontera
- Holden Frontera
- Isuzu MU Wizard
- Isuzu Rodeo
- Isuzu Amigo (Opel Frontera Sport)